# Ferbuta
Ferbuta (f. entre 340 y 349), también llamada Tarbu, Terbuta, Tárbula y Fermuta, fue una santa, virgen y mártir cristiana persa que fue ejecutada al ser cortada por la mitad con una sierra tras ser acusada de brujería y provocar la enfermedad de la reina persa, esposa de Sapor II. Su festividad es el 5 de abril.

## Hagiografía
Ferbuta nació en lo que hoy es Irak. Su hermano era san Simeón, obispo de lo que hoy es Al-Mada'in. Su padre se dedicaba al abatanado. Ferbuta también tenía una hermana cuyo nombre se desconoce. En algunos textos «Tarbo» es el nombre que se le da a Ferbuta, mientras que es su hermana a la que se llama «Ferbuta».
Ferbuta, su hermana y su sirvienta eran todas vírgenes y vivían juntas «en una especie de comunidad doméstica ascética», a la manera de los miembros del Pacto.
Ferbuta, su hermana y su sirvienta fueron llevadas a la corte real para atender a la reina del emperador persa Sapor II. Ferbuta se «distinguía por su extraordinaria belleza»; el abogado romano e historiador de la Iglesia Sozomeno llamó a Ferbuta «hermosa y de forma muy majestuosa». La reina sugirió que se casara para aumentar su posición, pero Ferbuta se negó porque había hecho voto de una vida de servicio a Dios y de virginidad. Uno de los sacerdotes (magos) de la corte de la reina se ofreció a casarse también con Ferbuta, pero ella también lo rechazó; es posible que el mismo haya acusado a las tres mujeres de envenenar a la reina.
Las tres mujeres fueron acusadas de brujería y de causar la enfermedad de la reina, en represalia por la muerte de Simeón, que había sido asesinado por Sapur II. Algunas fuentes culpan a los líderes judíos por su arresto, condena y ejecución; aunque la religión de los sasánidas era el zoroastrismo, la reina era una judía conversa y «tenía gran confianza en el apego de sus correligionarios».
Según Sozomen, el caso contra las mujeres se interpretó como una represalia contra la prohibición del emperador Constantino I de la prostitución de niñas y la destrucción del templo de Venus. Uno de los jueces del caso «se enamoró profundamente de ella» y le propuso en secreto tener relaciones sexuales con él a cambio de dinero y su libertad y la libertad de su hermana y su sirviente, pero Ferbuta se negó. Los otros dos jueces también ofrecieron libertad a las mujeres a cambio de tener relaciones sexuales con ellas. Las mujeres fueron declaradas culpables, condenadas a muerte, cortadas por la mitad con una sierra y luego desmembradas. Su ejecución fue calificada de «martirio especialmente cruel». Se aconsejó a la reina que pasara entre los cuerpos de las mujeres para disolver la maldición contra ella y curar su enfermedad.
Sus cuerpos fueron arrojados a una zanja, que los cristianos recuperaron y enterraron en secreto.
La festividad de Ferbuta es el 5 de abril.

## Martirio
La muerte mediante ejecución con sierra de Ferbuta y sus compañeras no solo fue un castigo antiguo, sino que muchos pueblos del antiguo Medio Oriente también lo vieron como un poderoso ritual religioso, capaz no solo de romper el hechizo imaginado sobre la reina, sino también de purificar y/o traer buena suerte y salud a quien haya pasado entre las víctimas.
La muerte de Ferbuta y sus compañeras adquirió así un fuerte mensaje simbólico; es decir, el de los cristianos fieles que no denuncian su fe ni renuncian a su virtud incluso ante la muerte, convirtiéndose en mártires a través de su ejecución a manos de no cristianos y ejecutadas y sacrificadas en un ritual pagano.

## En las artes
Aparece en una piedad grabada por Hieronymus Wierix.
Martirio de Santa Tárbula (ca. 1634) es un grabado en cobre de artista desconocido en 'Sacro Sanctuarium Crucis' de Petro Bivero.

## Obras citadas
- Dunbar, Agnes (1901). A Dictionary of Saintly Women. Vol. 2. Londres: George Bell & Sons.
- Jensen, Anne (1996). God's Self-Confident Daughters: Early Christianity and the Liberation of Women (Dean, O. C. Jr., trad.) (1.ª edición). Louisville, Kentucky: Westminster John Knox Press. ISBN 978-0-664-25672-2.

- Datos: Q106376682